# Wojnowo (województwo zachodniopomorskie)
Wojnowo – wieś w Polsce położona w województwie zachodniopomorskim, w powiecie szczecineckim, w gminie Szczecinek.
W 2011 roku wieś liczyła 136 mieszkańców